# بارتو وايت
بارتو وايت هو سياسي أمريكي، ولد في 7 نوفمبر 1776، وتوفي في 12 ديسمبر 1862 في Fishkill (town), New York ‏ في الولايات المتحدة. نشط حزبياً في الحزب الوطني الجمهوري ‏. وقد انتخب عضو مجلس النواب الأمريكي ‏.